# Nina Statkevitch
Nina Statkevitch (en russe : Нина Андреевна Статкевич) est une patineuse de vitesse soviétique née le 16 février 1944 à Léningrad.

## Palmarès

### Championnats du monde
- Championnats du monde de sprint de patinage de vitesse 1970 à West Allis
  -  Médaille d'argent en sprint
- Championnats du monde toutes épreuves de patinage de vitesse 1971 à Helsinki
  -  Médaille d'or toutes épreuves
- Championnats du monde toutes épreuves de patinage de vitesse 1974 à Heerenveen
  -  Médaille de bronze toutes épreuves

### Championnats d'Europe
- Championnats d'Europe de patinage de vitesse 1970 à Heerenveen
  -  Médaille d'or toutes épreuves
- Championnats d'Europe de patinage de vitesse 1971 à Léningrad
  -  Médaille d'or toutes épreuves
- Championnats d'Europe de patinage de vitesse 1972 à Inzell
  -  Médaille d'argent toutes épreuves
- Championnats d'Europe de patinage de vitesse 1973 à Brandbu
  -  Médaille de bronze toutes épreuves
- Championnats d'Europe de patinage de vitesse 1974 à Medeo
  -  Médaille d'argent toutes épreuves